# Wyrd
A Wyrd egy 1998-ban alakult finn metalegyüttes. Black metal, folk metal, doom metal és ambient műfajokban játszanak. A "wyrd" szó óangol nyelven sorsot jelent. A zenekar elődjének az 1997-ben alakult "Hellkult" együttes számít, amelyet Narqath és Kalma zenészek alapítottak. 1998-ban változtatták Wyrdre a nevüket. Először egy demót jelentettek meg 2000-ben, első nagylemezük 2001-ben került piacra. Az együttes Hyvinkää városából származik.

## Tagok
- Narqath - éneklés, egyéb hangszerek
- JL Nokturnal - dobok, ütős hangszerek

## Diszkográfia
- Unchained Heathen Wrath - demó, 2000
- Songs of the Northern Gale - demó, 2000
- Of Revenge and Bloodstained Swords - demó, 2000
- Heathen - nagylemez, 2001
- Huldrafolk - nagylemez, 2002
- Wrath and Revenge - válogatáslemez, 2003
- Vargtimmen Pt. 1: The Innermost Night - stúdióalbum, 2003
- Vargtimmen Pt. 2: Ominous Insomnia - stúdióalbum, 2004
- Rota - stúdióalbum, 2005
- The Ghost Album - stúdióalbum, 2005
- Tuonela - EP, 2006
- Kammen - stúdióalbum, 2007
- Wyrd / Haive / Kehra - split lemez, 2007
- Kalivagi - stúdióalbum, 2009
- Death of the Sun - stúdióalbum, 2016